# Cirque du Soleil
«Cirque du Soleil» (с фр. — «Сирк дю солей» — «Цирк солнца») — канадская компания, работающая в сфере развлечений, определяющая свою деятельность как «художественное сочетание циркового искусства и уличных представлений». Была основана в 1984 году Ги Лалиберте и Жилем Сент-Круа и базируется в Монреале (Канада). Цирк известен принципиальным отказом от участия животных в спектаклях и своими синтетическими представлениями, в которых цирковое мастерство соединяется с музыкой, причудливым дизайном и хореографией. Считается[кем?], что он вдохнул новую жизнь в цирковое искусство.
В штате компании более 4 тыс. человек, работающих в разных труппах, что позволяет давать представления в разных городах одновременно. Основная часть труппы даёт представления в Лас-Вегасе, гастрольная часть ездит с различными шоу по всему миру, выступая как на арене под временным шатром (шапито) или на постоянной цирковой арене, так и на театральных сценах и в концертных залах. Годовая выручка цирка превышает 600 млн долларов.
С цирком сотрудничали композитор Рене Дюпере, режиссёр Робер Лепаж, модельер Тьери Мюглер. Режиссёром-постановщиком цирка на протяжении многих лет является Павел Брюн (англ. Pavel Brun), хореографом — Дебра Линн Браун (англ. Debra Lynne Brown).

## Постановки

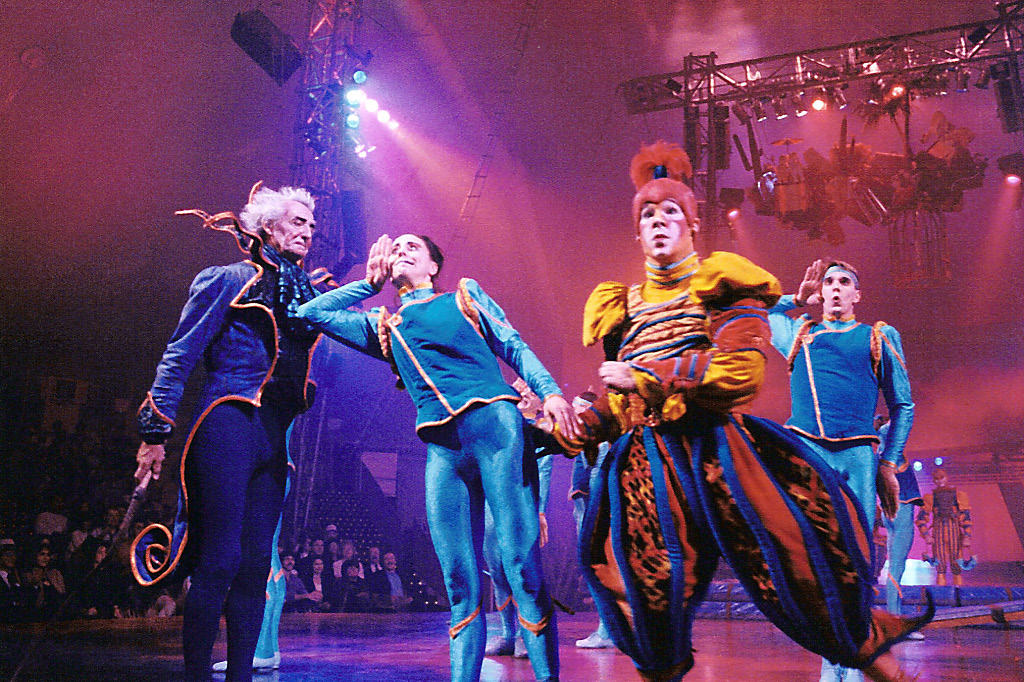
Фрагмент шоу Nouvelle Expérience, отель «Мираж», Лас-Вегас, 1994 год

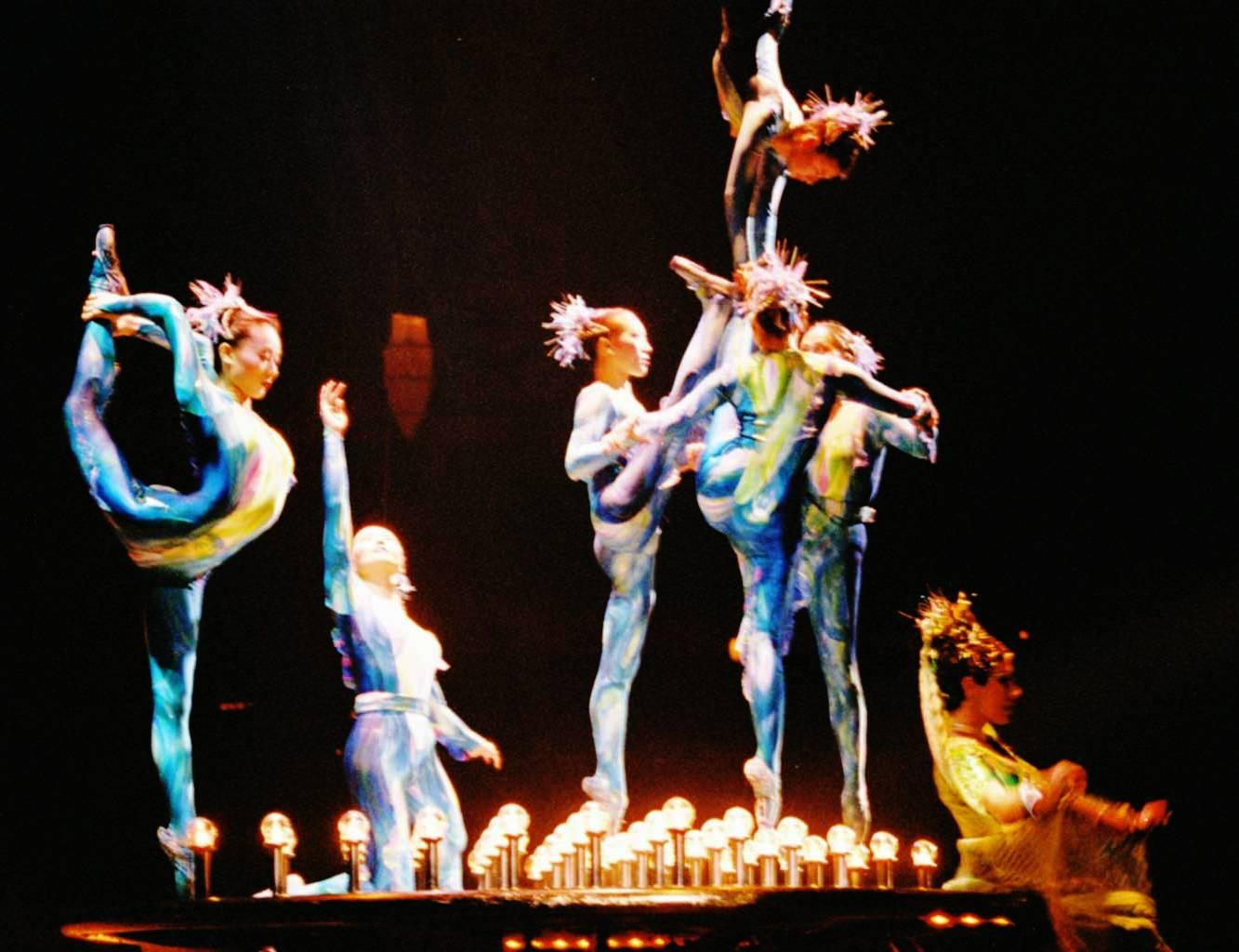
Фрагмент шоу Dralion, Вена, 2004 год

Названия многих спектаклей являются именами собственными и не нуждаются в переводе.
- 1984 — Le Grand Tour / «Большое Путешествие»
- 1987 — Le Cirque Réinventé / «Цирк, выдуманный заново»
- 1990 — Nouvelle Expérience / «Новый опыт»
- 1990 — Fascination / «Очарование»
- 1992 — Saltimbanco / «Бродячий акробат» (первая постановка в шапито)
- 1993 — Mystère / «Волшебство»
- 1994 — Alegría / «Радость»
- 1996 — Quidam / «Некто»
- 1998 — «O» (Au) / «Вода»
- 1998 — La Nouba / Кутить, прожигать жизнь
- 1999 — Dralion / «Драколев»
- 2002 — Varekai / «Где бы то ни было»
- 2003 — Zumanity
- 2004 — KÀ
- 2005 — Corteo / «Кортеж»
- 2006 — Delirium / «Бред»
- 2006 — The Beatles LOVE / «Битлз ЛЮБОВЬ»[1]
- 2007 — Koozå
- 2007 — Saltimbanco (спектакль восстановлен на постоянной арене)
- 2007 — Wintuk
- 2008 — CRISS ANGEL Believe
- 2008 — Zaia
- 2008 — Zed
- 2009 — Ovo / «Яйцо»
- 2010 — Banana Shpeel
- 2010 — Totem / «Тотем»
- 2010 — Viva ELVIS / «Да здравствует Элвис»
- 2011 — IRIS
- 2011 — Zarkana
- 2011 — Michael Jackson THE IMMORTAL World Tour
- 2012 — Amaluna
- 2013 — Alegria (возобновление)
- 2014 — Kurios: Cabinet of Curiosities

### Saltimbanco
«Бродячий акробат» (итал. salltarre in banco — «запрыгнуть на скамью») — первая постановка в цирке-шапито (1992). Вдохновлённое урбанистической материей мегаполиса и его живописными жителями, шоу показывает городскую жизнь в её проявлениях: людей, которые здесь живут, то, что они любят и что ненавидят, семьи и группы, суету улиц и громады небоскрёбов; это полная аллегорий и акробатических трюков прогулку по центру города. Барочный по оформлению, эклектичный состав действующих лиц уводит зрителей в причудливый, сказочный мир, в придуманный город, где многообразие выступает в качестве оплота надежды.

### Alegría

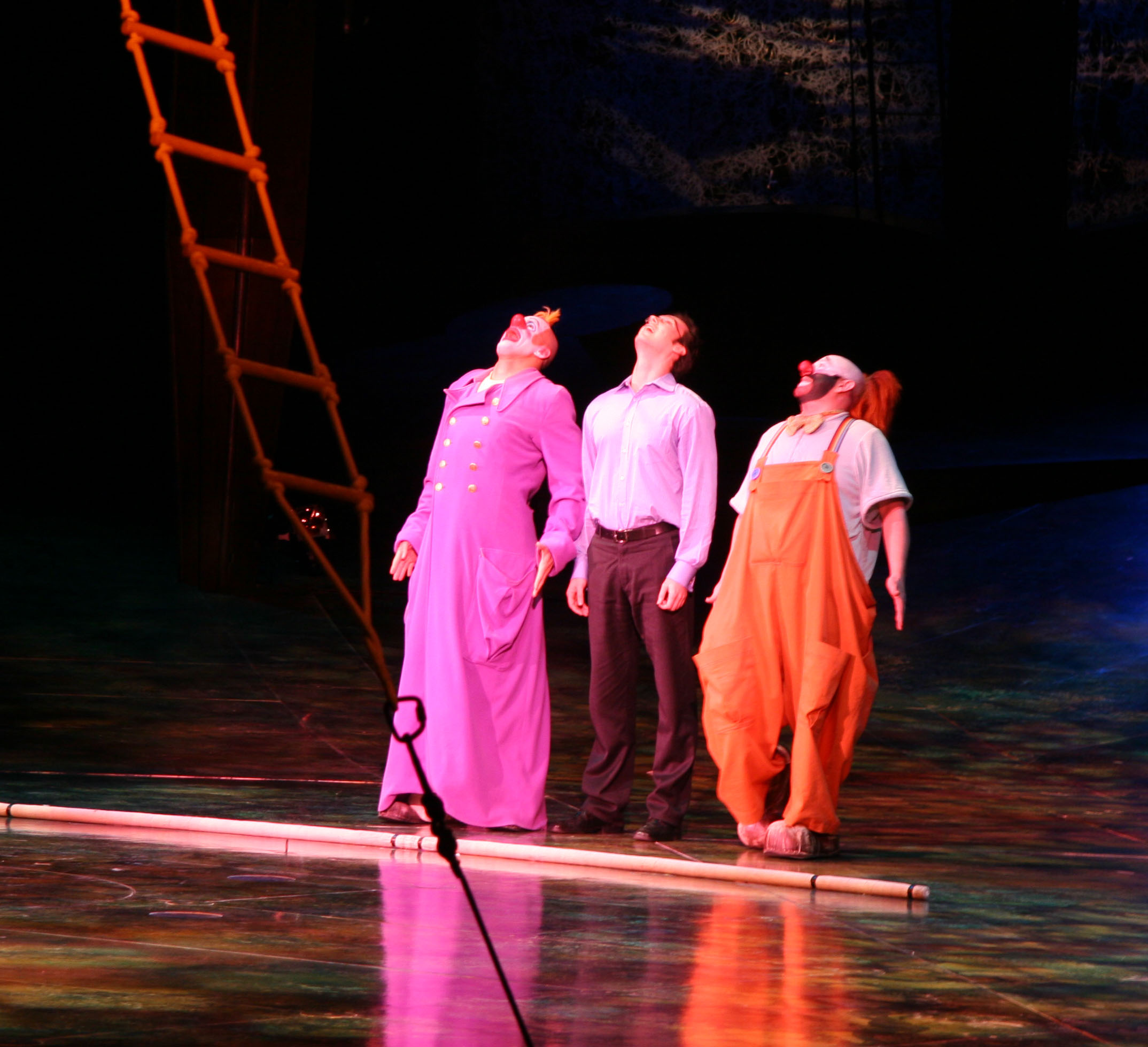
Фрагмент шоу Alegria, Альберт-холл, Лондон, 2004 год

Alegría  (исп.  — «ликование, радость»), 1994 — это ода энергии, грации и силе молодости. Шоу раскрывает целый ряд тем: могущество, которое со временем ослабевает, эволюция от древней монархии к современной демократии, старость и молодость. Атмосферу создают короли, дураки, бродячие артисты, попрошайки, старые аристократы и дети, а также клоуны — единственные, кто в силе пережить течение времени и те изменения, которое оно накладывает.
Белая певица — Франческа Ганьон.

### Quidam
Quidam (1996) — рассказ о девочке, создавшей свой загадочный и таинственный мир, где можно встретить «всадника без головы», но с котелком в руках и других фантастических персонажей.

### Varekai

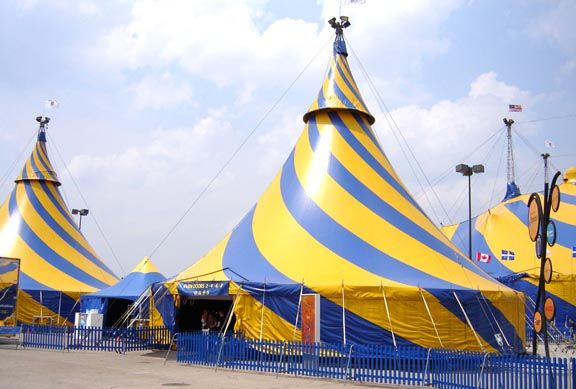
Шапито для шоу Varekai, Колумбус, Огайо, 2007 год

Varekai (2002) на языке бродячих цыган означает «где бы то ни было», «где угодно». Этот необычный мир существует в чаще леса, на вершине вулкана. Постановка посвящена духу кочевников, искусству и атмосфере цирка, его традициям и неугасимой страсти тех, чья доля влечёт их по пути, ведущему в Варекай.
Художник по костюмам — Эйко Исиока.

### Ovo
Ovo (лат.  — «яйцо»), 2009 — путешествие в заполненный постоянным движением мир насекомых.

### Zarkana
Главный герой шоу 2011 года — волшебник Зарк (Гару и Пол Биссон), переживающий исчезновение своей возлюбленной, а вместе с ней и своего магического дара. Он просит высшие силы вернуть ему любовь. Вместе с ним зрители переносятся в мир, населённый загадочными многоликими персонажами, где стёрты границы между реальностью и воображением. Ассистентку Зарка, Лию, сыграла певица Кассиопея.

## Другие выступления

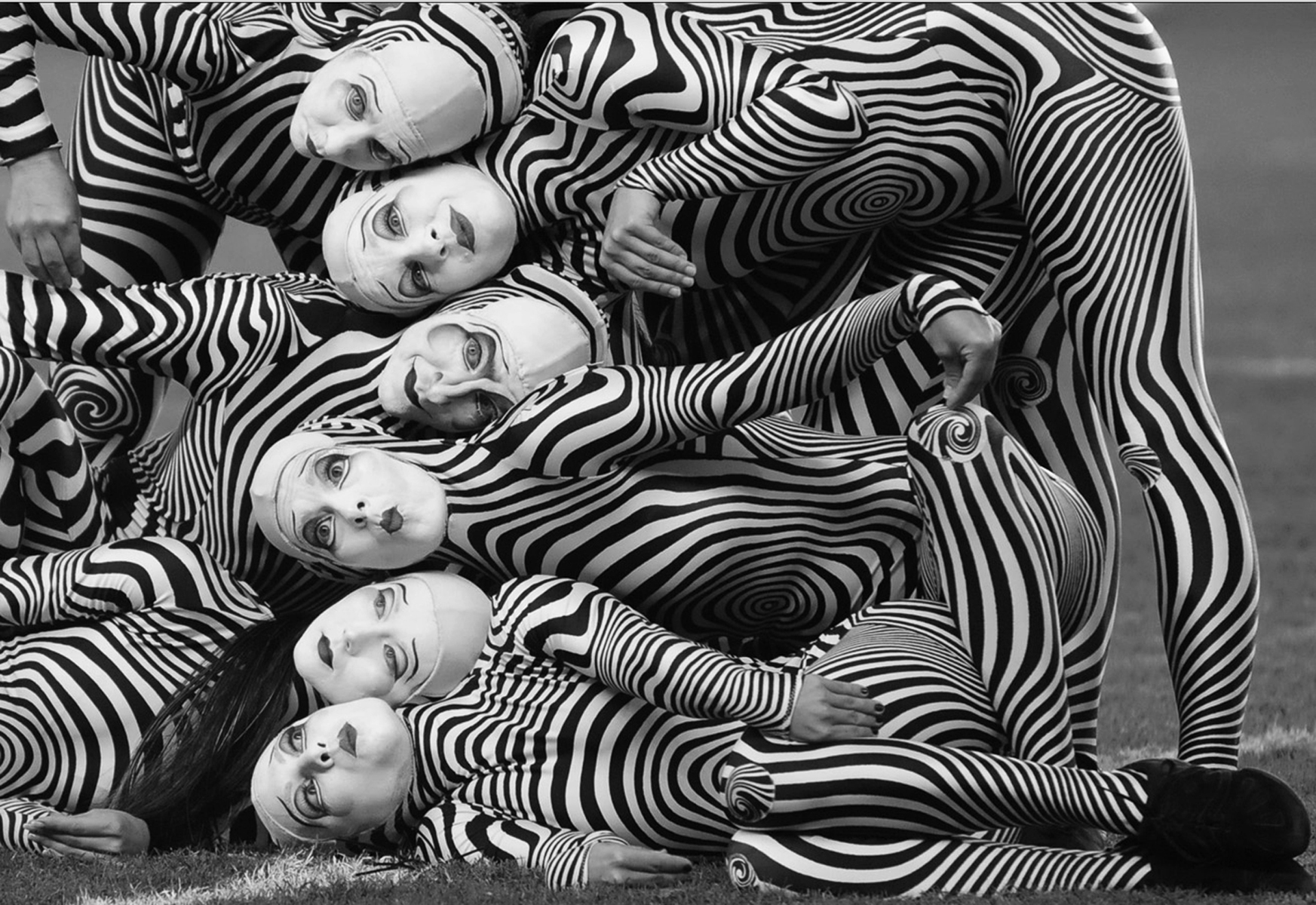
Выступление на стадионe имени Тофика Бахрамова, Баку, 2012 год

Артисты цирка выступали на 74-й церемонии вручения премии «Оскар» (2002), 50-й юбилейной церемонии «Грэмми» и матча Супербоул XLI. В 2009 году артисты цирка открывали финал музыкального конкурса «Евровидение» в Москве, в 2010 году часть выступления была показана на празднике «Алые паруса» в Санкт-Петербурге. Артисты цирка выступали на конференции EC (2010) и на церемонии открытия чемпионата FIFA U-17 Women’s World Cup в Азербайджане (2012).
Во время гастролей в Казани в 2010 году все 9 тысяч учителей, работающих в школах города, имели возможность посетить шоу  бесплатно. Одно из представлений было сорвано сообщением о заложенной бомбе. Артисты и зрители  были эвакуированы через разные выходы, позже выяснилось, что сообщение было ложным. Пока это единственный случай срыва представления в истории этого цирка.

## Фильмография
- 2012 — «Цирк Дю Солей: сказочный мир», режиссёр Эндрю Адамсон.

## Признание и награды
Достижения цирка отмечены ведущими цирковыми премиями. Запись одного из шоу награждена прайм-таймовой премией «Эмми».
- Один из артистов этого цирка — Дмитрий Булкин — занял первое место в телевизионном шоу «Минута славы»[6][7].